# Germán II de Baden
Germán II de Baden (h. 1060  - 7 de octubre de 1130) fue el primero que usó el título de Margrave de Baden, por la sede de la familia en el castillo de Hohenbaden, en lo alto de la ciudad de Baden-Baden.

## Vida
Germán era el hijo de Germán I de Baden y Judit de Backnang-Sulichgau. Gobernó la marca de Verona desde 1112 hasta 1130.
Se llamaba a sí mismo Dominus in Baden, comes Brisgaviae, marchio Verona. Sus títulos eran: Señor de Baden, Conde de Brisgovia, margrave de Verona. Alrededor de 1070 Germán empezó a construir el castillo de Hohenbaden en lo alto de los restos de una antigua estructura céltica. Después de acabar la estructura en 1112, se dio a sí mismo el título de margrave de Baden.
Reconstruyó el monasterio agustino que su padre había construido en Backnang en 1123. Germán fue sepultado en el monasterio con la inscripción:

En esta tumba yace el margrave Germán de Baden, quien fue el fundador de este monasterio y templo. Murió en el año mil incrementado por trescientos tres veces diez desde la época en que la pía virgen concibió. Cuando él fue transferido aquí junto con su descendencia, mil quinientos años habían pasado, diez y tres.

## Matrimonio e hijos
Germán II se casó con Judit de Hohenberg y tuvieron los siguientes hijos:
1. Germán III (m. 16 de junio de 1160)
2. Judit (m. 1162), se casó con Ulrico I de Carintia (m. 1144)

| Predecesor: Título creado | Margrave de Baden 1074-1130 | Sucesor: Germán III de Baden |